# 阿依莲
阿依莲是一个服装品牌，在早期，它以淑女装为主并以粉红色为品牌主色调，还请来大S代言，而后与淑女屋一样因未能及时转型而没落，且逐渐演变为衣品老土的代名词以及一些对它的刻板印象和消费者们的回忆，而后在2018年左右做出转型，但其官微的文案及服装风格出现变化。